# Jean Sgard
Jean Joseph Rémy Sgard, né le 23 janvier 1928 à Paris, est un universitaire français.

## Biographie
Agrégé de Lettres en 1953, docteur en Lettres en 1968, Jean Sgard est professeur émérite de l’université Stendhal-Grenoble 3. Spécialiste du XVIIIe siècle, il a travaillé notamment sur l’abbé Prévost, sur lequel il a publié plusieurs ouvrages, et dont il a publié deux biographies et édité les œuvres complètes aux Éditions littéraires et linguistiques de l'université de Grenoble. Il est aussi l'éditeur de Crébillon fils et de plusieurs autres auteurs du XVIIIe siècle. On lui doit plusieurs travaux sur la presse au siècle des Lumières et de nombreuses réflexions quant au fondement des recherches sur cette période.
Il est président d'honneur de la Société française d'étude du dix-huitième siècle.
Rendant compte de Vie de Prévost (1697-1763) (2006), Alan J. Singerman écrit que Jean Sgard est « le chef de file et le maître à penser des spécialistes de Prévost depuis la publication de sa grande thèse, Prévost romancier en 1968. Il n'a pas arrêté, au fil des années, d'approfondir l'étude de l'œuvre prévostienne, toujours avec la même perspicacité, la même exactitude scrupuleuse et un sens critique hors pair. » Du Dictionnaire des journaux. 1600-1789 (1991), Roland Desné note que « Cet ouvrage fondamental est appelé à servir de référence pour longtemps. »

## Œuvres

### Études
- Introduction à la vie littéraire du XVIIIe siècle, Paris, Bordas et Mouton, coll. « Études supérieures », no 33,  1968, 176 p. Avec Claude Cristin, Michel Launay et Georges Mailhos
- Le « Pour et Contre » de Prévost, Paris, Nizet, 1969, 287 p.
- L’Abbé Prévost : labyrinthes de la mémoire, Paris, PUF, coll. « Écrivains », 1986, 239 p.  (ISBN 978-2-13039-282-8)  (ISSN 0757-8547)
- Les trente récits de la Journée des Tuiles, Presses universitaires de Grenoble, 1988, 154 p. (ISBN 2-7061-0310-8 et 978-2706103100).
- Prévost romancier, Paris, José Corti, 1989, 634 p.  (ISBN 978-2-71430-305-9) Publication originale : 1968.
- Vingt études sur Prévost d’Exiles, Paris, ELLUG Éditions, 1995, 316 p.  (ISBN 978-2-90270-992-2)
- Le Roman français à l'âge classique (1600-1800), Paris, Le Livre de poche, coll. « Références », 2000.
- Crébillon fils. Le libertin moraliste, Paris, Desjonquères, coll. « L’esprit des Lettres », 2002, 311 p.  (ISBN 978-2-84321-042-6)
- Vie de Prévost (1697-1763), Sainte-Foy (Québec), Presses de l'Université Laval, » Collections de la République des lettres », série « Études », 2006, xiv/296 p.  (ISBN 2-7637-8337-6). Réédition : Paris, Hermann Éditions, 2013, 296 p.  (ISBN 978-2-70568-452-5)
- Labyrinthes de la mémoire. Douze études sur l'Abbé Prévost, Paris, Éditions Hermann, 2010, 237 p.  (ISBN 978-2-70568-028-2)
- Les Chemins de la Chartreuse. De St Bruno à Balzac, Grenoble, Presses universitaires de Grenoble, coll. « L’empreinte du temps », 2016, 224 p. Avec Catherine Coeuré.

### Ouvrages collectifs
- Dictionnaire des journalistes (1600-1789), Grenoble, Presses universitaires de Grenoble, 1976, ix/380 p. Ill. Avec Michel Gilot et Françoise Weil. (ISBN 2-7061-0079-5) édité erroné (BNF 34584969) Nouvelle édition : Dictionnaire des journalistes (1600-1789), Oxford, Voltaire Foundation, 1999, 2 vol., 1 090 p.  (ISBN 0-7294-0538-9)
- Lumières et lueurs du XVIIIe siècle. 1715-1789, L’arbre verdoyant éditeur, coll. « Histoire de France à travers les journaux du temps passé », 1986, 304 p.
- Dictionnaire des journaux. 1600-1789, Paris, Universitas, 1991, 2 vol., xi/1 209 p.  (ISBN 2-7400-0004-9)
- Songe, illusion, égarement dans les romans de Crébillon, Grenoble, Ellug, 1996, 330 p.  (ISBN 2 902709 99 4)
- La Notion d'œuvres complètes. Actes du colloque de Grenoble, novembre 1994, Studies on Voltaire and the Eighteenth Century, no 370, 1999, x/150 p. Avec Catherine Volpilhac-Auger.
- Mélodrames et romans noirs. 1750-1890, Toulouse, Presses universitaires du Mirail, 2000. Avec Simone Bernard-Griffiths.

### Éditions de textes
- Prévost, Œuvres, Grenoble, Éditions littéraires et linguistiques de l'université de Grenoble, 1977-1986, 8 vol.
- Guillaume Hyacinthe Bougeant, Voyage merveilleux du Prince Fan-Férédin dans la Romancie. Contenant plusieurs observations historiques, géographiques, physiques, critiques et morales, Saint-Étienne, Publications de l’Université de Saint-Étienne, coll. « Lire le dix-huitième siècle », no 6, 1992, 124 p. Édition critique par Jean Sgard et Geraldine Sheridan.  (ISBN 2-902301-21-9)
- Crébillon fils, Le Sopha. Conte moral, Paris, Desjonquères, coll. « XVIIIe siècle », 1984, xi/278 p. Préface de Jean Sgard.  (ISBN 2-904227-07-5)
- Claude Crébillon, Œuvres complètes, Paris, Classiques Garnier. Édition critique dirigée par Jean Sgard. Tome 1, 1999, xi/758 p.  (ISBN 2-84431-020-6) Tome 2, 2000. Tome 3, 2001, xvi/862 p.  (ISBN 2-84431-037-0) Tome 4, 2002. Édition revue et corrigée en 2010.
- Crébillon fils, La Nuit et le moment ou les Matines de Cythère, Paris, Le Livre de Poche, coll. « Classiques de poche », no 19311, 2003, 156 p. Édition présentée et annotée par Jean Sgard.  (ISBN 2-253-19311-9)
- Laurent de Franquières, Lettres familières. Correspondance avec Jean-Jacques Rousseau, Paris, Classiques Garnier, coll. « Correspondances et mémoires », no 23, série « Le dix-huitième siècle », no 2, 2015, 342 p. Édition de Clarisse Coulomb et Jean Sgard.  (ISBN 978-2-8124-3414-3)
- Chavigny de la Bretonnière, La Religieuse en chemise et le Cochon mitré, Saint-Étienne, Publications de l'Université de Saint-Étienne, 2009, 206 p. Textes présentés et édités par Jean Sgard.
- Réflexions de T****** sur les égarements de sa jeunesse, Paris, Desjonquères, coll. « XVIIIe siècle », 2001, 88 p. Édition établie et présentée par Jean Sgard.  (ISBN 2 84321 037 2)
- Prévost, Mémoires et aventures d’un homme de qualité, Paris, Desjonquères, coll. « XVIIIe siècle », 1995, 247 p. Texte présenté et annoté par Jean Sgard.  (ISBN 2-904227-90-3)
- Prévost, Cleveland. Le Philosophe anglais, ou histoire de M. Cleveland, fils naturel de Cromwell, Paris, Desjonquères, coll. « XVIIIe siècle », 2003, 1 131 p. Édition présentée, établie et annotée par Jean Sgard et Philip Stewart.  (ISBN 2-84321-057-7)
- Prévost, Contes singuliers tirés du « Pour et Contre », Paris, Classiques Garnier, coll. « Bibliothèque du XVIIIe siècle », no 8, 2010, 500 p. Édition de Jean Sgard.  (ISBN 978-2-8124-0165-7)

### Articles et chapitres de livres (sélection)

#### SurPrévost
- « De Prévost à Sade », Eighteenth-Century Fiction, vol. 1, no 1, octobre 1988, p. 25-35.  (ISSN 0840-6286)
- « Trois “philosophes” de 1734. Marivaux, Prévost et Voltaire », Études littéraires, vol. 24, no 1, été 1991, p. 31-38.  (ISSN 0014-214X)
- « Prévost et le problème du libertinage	 », CPE, no 9, 1993, p. 3-14.
- « Le titre comme programme : Histoire d'une Grecque moderne », Rivista di letterature moderne e comparate, vol. 47, no 3, juillet-septembre 1994, p. 233-240
- « Challe et Prévost », dans Michèle Weil (dir.), Séminaire Robert Challe : les Illustres Françaises, Montpellier, Université Paul-Valéry, 1995, p. 119-127.
- « Françoise de Graffigny lectrice de Prévost », Travaux de littérature, vol. IX, 1996, p. 127-135.
- « Exils et frontières dans l’œuvre de Prévost », Lumen. Travaux choisis de la Société canadienne d’étude du dix-huitième siècle. Selected Proceedings from the Canadian Society for Eighteenth-Century Studies, no XVI, 1997, p. 25-34.  (ISSN 1209-3696)  (ISBN 0-920980-69-4)
- « De Cleveland à René : le “vide” du cœur », dans F. Piva (dir.), La Sensibilité dans la littérature française au dix-huitième siècle, Schéna-Didier, 1998, p. 97-111.
- « Cleveland, roman dynastique », dans Jean-Paul Sermain (dir.), « Cleveland » de Prévost. L'épopée du XVIIIe siècle, Paris, Desjonquères, coll. « L’esprit des Lettres », 2006, p. 19-29.  (ISBN 2 84321 089 5)
- « Le premier Cleveland », dans Colas Duflo, Florence Magnot et Franck Salaün (dir.), Lectures de Cleveland, Louvain, Éditions Peeters, coll. « La République des Lettres », no 39, 2010.  (ISBN 978-90-429-2197-9)
- « Cécile et Fanny : le double portrait », dans Colas Duflo, Florence Magnot et Franck Salaün (dir.), Lectures de Cleveland, Louvain, Éditions Peeters, coll. « La République des Lettres », no 39, 2010.  (ISBN 978-90-429-2197-9)
- « Note sur les archives “Prévost” », Revue d’histoire littéraire de la France, vol. 111, no 2, 2011, p. 449-453.
- « Vivre dans la contradiction », dans Coralie Bournonville, Colas Duflo, Audrey Faulot et Sergine Pelvilain (dir.), Prévost et les débats d’idées de son temps, Peeters, coll. « La République des Lettres », no 60, 2015.  (ISBN 9789042931527)

#### SurCrébillon fils
- « Catalogue des œuvres de Claude Crébillon », Revue d’histoire littéraire de la France, vol. 96, no 1, janvier-février 1996, p. 3-20.
- « Crébillon fils’s The Sofa », dans Michel Feher (dir.), The Libertine Reader : Eroticism and Enlightenment in Eighteenth-Century France, New York, Zone Books/MIT Press, 1997, p. 170-176.
- « Femmes mariées chez Crébillon », dans Olga B. Cragg avec la collaboration de Rosena Davison (dir.), Sexualité, mariage et famille au XVIIIe siècle, Sainte-Foy (Québec), Presses de l’Université Laval, 1998, p. 195-203.  (ISBN 2-7637-7562-4)
- « Allégorie d'une écumoire », dans Régine Jomand-Baudry et Jean-François Perrin (dir.), Le Conte merveilleux au XVIIIe siècle. Une poétique expérimentale, Paris, Kimé, coll. « Détours littéraires », 2002, p. 140-148.  (ISBN 2-84174-272-5)
- « Le Sopha comme classique du libertinage », dans Jean-François Perrin et Philip Stewart (dir.), Du genre libertin au XVIIIe siècle, Paris, Desjonquères, coll. « L’esprit des Lettres », 2004, p. 175-184.  (ISBN 2 84321 071 2)
- « Bibliographie pour les agrégations de lettres 2011 », Bulletin de la Société française d’étude du dix-huitième siècle, troisième série, no 77, juillet 2010, p. 2-4. Sur Crébillon fils.  (ISSN 0988-9639)
- « La composition en boucle du Sopha », dans Marc Escola, Jan Herman, Lucia Omacini, Paul Pelckmans et Jean-Paul Sermain (dir.), La Partie et le tout. La composition du roman, de l’âge baroque au tournant des Lumières. (Actes des colloques de Paris, Bruxelles et Venise, automne 2008), Louvain, Paris et Walpole (MA), Peeters, coll. « La République des lettres », no 46, 2011, p. 179-188.  (ISBN 978-90-429-2389-8)  (ISBN 978-2-7584-0114-8)
- « Collé et Crébillon, écrivains d’opposition », dans Marie-Emmanuelle Plagnol-Diéval et Dominique Quéro (dir.), Charles Collé. Au cœur de la République des Lettres, Rennes, Presses universitaires de Rennes, coll. « Interférences », 2013.  (ISBN 978-2-7535-2280-0)
- « Deux minutes ou un quart d’heure ? La conscience du temps chez Claude Crébillon », dans Jacques Berchtold et Pierre Frantz (dir.), L’Atelier des idées. Pour Michel Delon, Paris, PUPS. Presses de l’université Paris-Sorbonne, coll. « Lettres françaises », 2017, p. 443-452  (ISBN 979-10-231-0570-4)

#### Sur lapresse
- « Naissance de l’opinion publique », Man and Nature/L’homme et la nature (Canadian Society for Eighteenth-Century Studies/Société canadienne d’étude du dix-huitième siècle), no 7, 1988, p. 1-11.  (ISSN 0824-3298)  (ISBN 0-920980-42-2)
- « La presse militante au XVIIIe siècle : les gazettes ecclésiastiques », Cahiers de textologie, no 3, 1990, p. 7-34.
- « L'opinion dans les Mémoires secrets », dans Jeremy D. Popkin et Bernadette Fort (dir.), The Mémoires secrets and the Culture of Publicity in Eighteenth-Century France, Oxford, Voltaire Foundation, coll. « Histoire de la presse », no 1, 1998, p. 73-80.  (ISBN 0-7294-0571-0)  (ISSN 1462-6349)
- « Diderot vu par les Nouvelles ecclésiastiques », Recherches sur Diderot et sur l’Encyclopédie, no 25, octobre 1998, p. 9-19.  (ISSN 0769-0886)  (ISBN 2-252-03224-3)
- « L'anecdote mouvante en 1775 », dans Henri Duranton et Pierre Rétat (dir.), Gazettes et information politique sous l’Ancien Régime. Actes du colloque de Lyon (5-7 juin 1997), Saint-Étienne, Publications de l’Université de Saint-Étienne, coll. « Lire le dix-huitième siècle », no 33, 1999.  (ISBN 2-86272-158-1)
- « Qu'est-ce qu'un journal à l'époque classique ? », dans Ulla Kölving et Irène Passeron (dir.), Sciences, musiques, Lumières. Mélanges offerts à Anne-Marie Chouillet, Ferney-Voltaire, Centre international d'étude du XVIIIe siècle, coll. « Publications du Centre international d'étude du XVIIIe siècle », no 11, 2002, p. 481-488.  (ISBN 2-84559-013-X)  (ISSN 1298-1699)
- « Tremblements dans la presse », SVEC, no 2, 2005, p. 208-224. Avec Anne Saada.  (ISSN 0435-2866)  (ISBN 0729408574)
- « L'univers des journaux », SVEC, no 10, 2005, p. 171-181.  (ISSN 0435-2866)  (ISBN 0 7294 0866 3)
- « Lire le journal en 1753 », dans Marie-Christine Skuncke (dir.), Media and Political Culture in the Eighteenth Century, Stockholm, Kungl. Vitterhets Historie Och Antikvitets Akademien, 2005, p. 55-83.  (ISBN 91-7402-344-6)
- « Le journaliste famélique », dans Henri Duranton (dir.), Le Pauvre Diable. Destins de l'homme de lettres au XVIIIe siècle. Colloque international Saint-Étienne les 15, 16 et 17 septembre 2005, Saint-Étienne, Publications de l'Université de Saint-Étienne, coll. « Lire le dix-huitième siècle », 2006, p. 57-66.  (ISBN 2-86272-404-1)
- « L’écriture du fait divers », Orages. Littérature et culture 1760-1830, no 7, 2008.  (ISSN 1635-5202)
- « Illustres désespoirs. La mise en scène des passions dans les Mémoires secrets », Dix-huitième siècle, no 49, 2017, p. 133-143.  (ISBN 978-2-7071-9648-4)

#### Épistémologie
- « Comment peut-on être dix-huitiémiste ? », Œuvres et critiques, vol. 19, no 1, 1994, p. 13-23.  (ISSN 0338-1900)
- « Le rêve du collectif (1964-1968) », dans Michel Delon et Jochen Schlobach (dir.), La Recherche dix-huitiémiste. Objets, méthodes et institutions (1945-1995). Eighteenth-Century Research. Objects, Methods and Institutions (1945-1995), Paris, Honoré Champion, coll. « Études internationales sur le dix-huitième siècle/International Eighteenth-Century Studies », no 1, 1998.  (ISBN 2-7453-0052-0)
- « Demi-siècle d’un dix-huitiémiste », dans Être dix-huitiémiste. Témoignages recueillis par Sergueï Karp, Ferney-Voltaire, Centre international d’étude du XVIIIe siècle, coll. « Publications du Centre international d’étude du XVIIIe siècle », no 14, 2003.  (ISBN 2-84559-014-8)
- « 1964-2014 : hier et aujourd’hui, les dix-huitiémistes », Dix-huitième siècle, no 46, 2014, p. 21-30.  (ISBN 978-2-7071-8204-3)

## Distinction
- 1969 - Prix Gustave Le Métais-Larivière de l'Académie française pour Prévost romancier[4]
- 2000 - Prix français de la bibliographie et de l'histoire du livre, pour Dictionnaire des journalistes. 1600-1789

## Sources
- Recherches et travaux, no 48, 1995. Dossier « Journaux et journalistes. Hommage à Jean Sgard (1) ».  (ISSN 0151-1874)
- Recherches et travaux, no 49, 1995. Dossier « Le roman dans l’histoire, l’histoire dans le roman. Hommage à Jean Sgard (2) ».  (ISSN 0151-1874)